# 北庙乡
北庙乡，是中华人民共和国四川省广元市剑阁县曾经下辖的一个乡。2020年5月，撤销姚家乡、北庙乡，设立姚家镇，以原姚家乡和原北庙乡石桥村、钟岭村、水井村、孤玉村、明兴村所属行政区域为姚家镇的行政区域。北庙乡五星村、星光村、青碑村所属行政区域划归普安镇管辖。

## 行政区划
北庙乡撤销前下辖以下地区：
五星村、星光村、孤玉村、石桥村、钟岭山村、水井岩村、明兴村和青碑村。